# Български легии в Белград
Българските легии в Белград са доброволчески отряди, сформирани от български революционери през 60-те години на XIX век за освобождение на българския народ от османско владичество в сътрудничество със Сърбия и други балкански християнски държави.
Първата българска легия e образувана през 1862 година от Георги Раковски заедно с т. нар. „Привременно българско началство“ в Белград. Подпомага сърбите в боевете за белградската крепост, но опитът на Раковски да използва сръбско-турския конфликт за въстание в България пропада.
Втората българска легия е основана през 1867 година по споразумение между сръбския княз Михаил Обренович и Добродетелната дружина за общи действия срещу Османската империя. До сръбско-турска война и въстание в България обаче не се стига заради натиска на Великите сили и легията е разпусната през пролетта на следващата година.
След провала на двете легии голяма част от българските революционери се ориентират към самостоятелни действия и подготовка на въстанически комитети в България.

## Памет
На легиите е наречена улица „Българска легия“ в квартал „Манастирски ливади“ в София (Карта).